# Liolaemus pantherinus
Liolaemus pantherinus este o specie de șopârle din genul Liolaemus, familia Tropiduridae, descrisă de Pellegrin 1909. Conform Catalogue of Life specia Liolaemus pantherinus nu are subspecii cunoscute.